# Pasquale Montini
Pasquale Montini (Fabriano, 10 aprile 1822 – Fabriano, 17 ottobre 1889) è stato un imprenditore italiano, uno dei primi produttori marchigiani di birra, gazzose e liquori.
Ha ottenuto numerosi premi nelle principali esposizioni nazionali e internazionali (ad esempio Firenze 1861, Parigi 1867, Londra 1870, Vienna 1873, Tunisi 1873, Philadelphia 1875, Melbourne 1880, Anversa 1885), numerosi attestati e riconoscenze per i suoi prodotti. Ha brevettato a Parigi un liquore fernet nel 1869 e uno strumento per l'enologia: l'enosifone.

## Biografia
Nato a Marischio, frazione del comune di Fabriano, il 10 aprile 1822 da famiglia povera, venne affidato ad altra famiglia e a sette anni inizia a lavorare in cartiera.
All'età di 19 anni, nel 1841, pensò di abbandonare la cartiera per cercare altra attività più remunerativa. Nel 1844, grazie alla contessa Maddalena Sassi, vedova di Tommaso Miliani, figlio di Pietro Miliani, e a suo fratello Giovanni si trasferì a Roma, dove venne assunto in cucina presso diverse famiglie della nobiltà romana, oltre a lavorare per un periodo presso una pasticceria del luogo, dove apprese l'arte dell'uso del lievito.
Iniziò ad interessarsi alla produzione della birra, tramite un giovane della birreria di via dei Pontefici e fece delle prove in casa Miliani per apprenderne l'arte della fabbricazione. Conobbe così Giovanni Caflisch, il cui cugino Luigi Caflisch aveva un birrificio a San Giuseppe a Capo le Case. Inoltre i due nel 1851 fondarono la Giovanni Caflisch & C. per la gestione della pasticceria in via Toledo e la birreria di Capodimonte a Napoli.

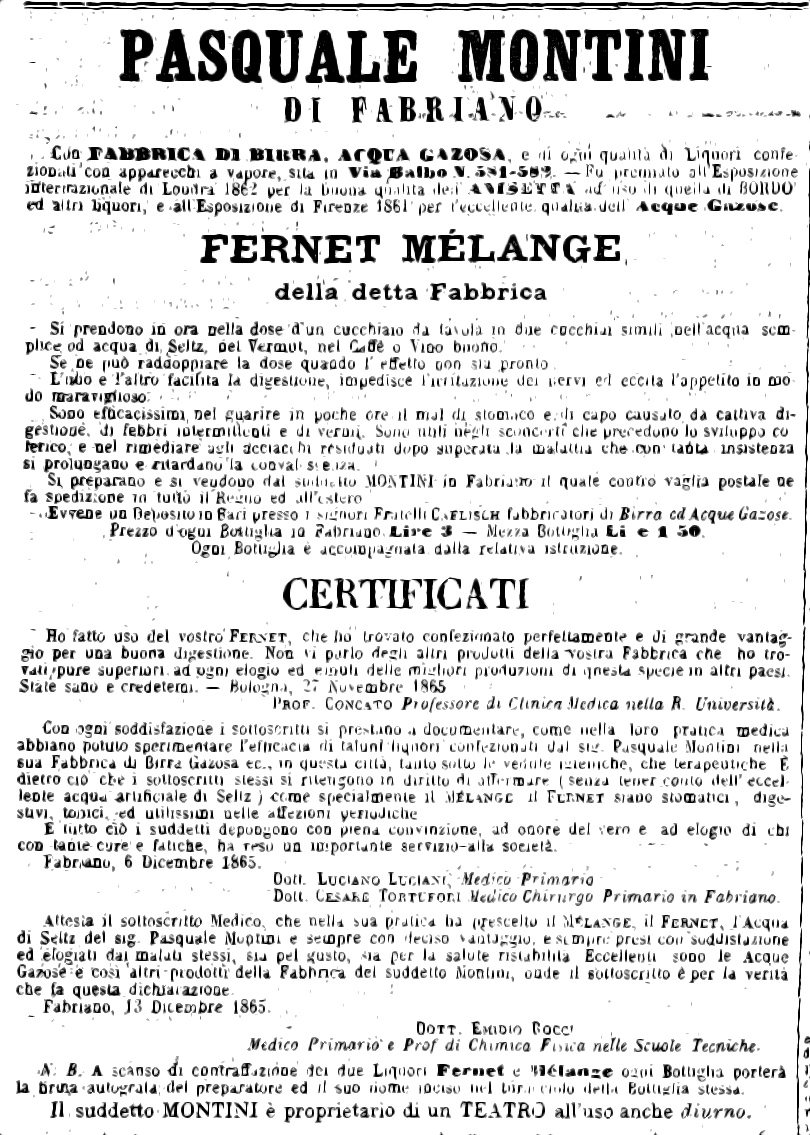
Osservatore Romano del 19 aprile 1866

Nel 1854 invitò il Caflisch a recarsi a Fabriano affinché gli desse qualche istruzione sull'industria della birra. Caflisch istruì il Montini nella produzione della birra, poi ritornò a Napoli, da dove si diresse in seguito a Bari, per aprire una fabbrica di birra e di acque gazzose che per un certo periodo tenne anche i prodotti del Montini.
Acquistò la privativa per la produzione della birra, delle gazzose e dei liquori; la sede definitiva della distilleria divenne un edificio di via Balbo a Fabriano, fornita di una macchina a vapore, vari macchinari per le gazzose e i liquori.
Nei piani superiori dell'edificio trovò posto un circolo, dove i soci si ritrovavano per leggere giornali, giocare e ballare e potevano degustare prodotti del Montini. La biografia riporta la presenza di un'ampia sala dipinta e decorata a sistema giapponese ideata dal professore Luigi Serra.
Nell'estate del 1863 un incendio distrusse in poche ore il teatro Camurio a Fabriano; Montini allora comprò e trasformò un altro edificio in Via Balbo in teatro. Nel 1873 fu venduto ad un gruppo di cittadini che per riconoscenza vollero dargli il nome di Teatro Montini. 

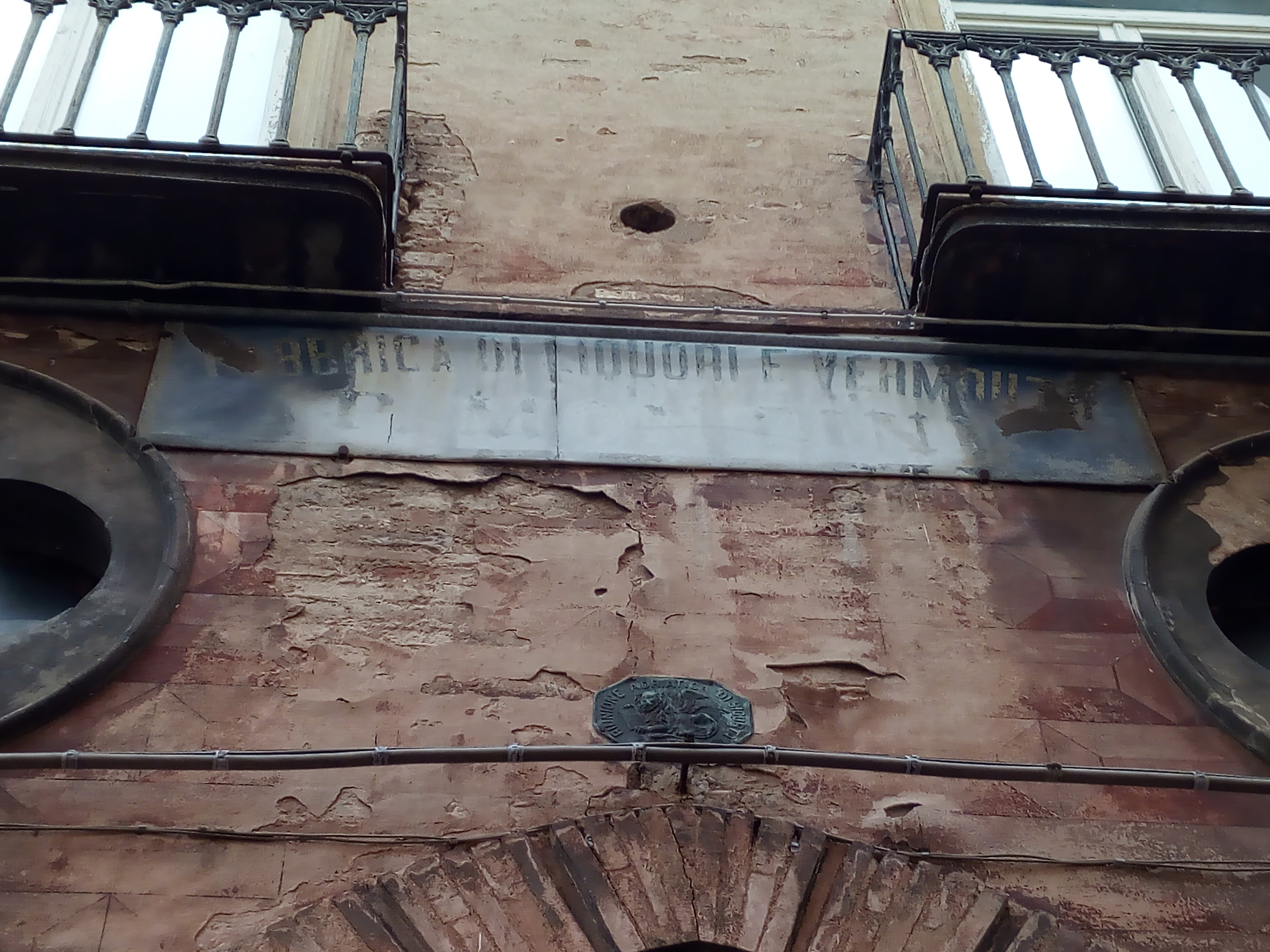
Insegna ancora presente in Via Fogliardi - Fabriano

Nel 1870, causa un aumento esorbitante delle tasse, smise la produzione di birra e gazzose per dedicarsi solo ai liquori.
Sempre nel 1870, al passaggio a Fabriano del re Vittorio Emanuele II, Montini gli presentò la sua Crema alla Margherita; nel 1876 presentò in Monza alla principessa Margherita la Crema Re Galantuomo e Principino di Napoli.

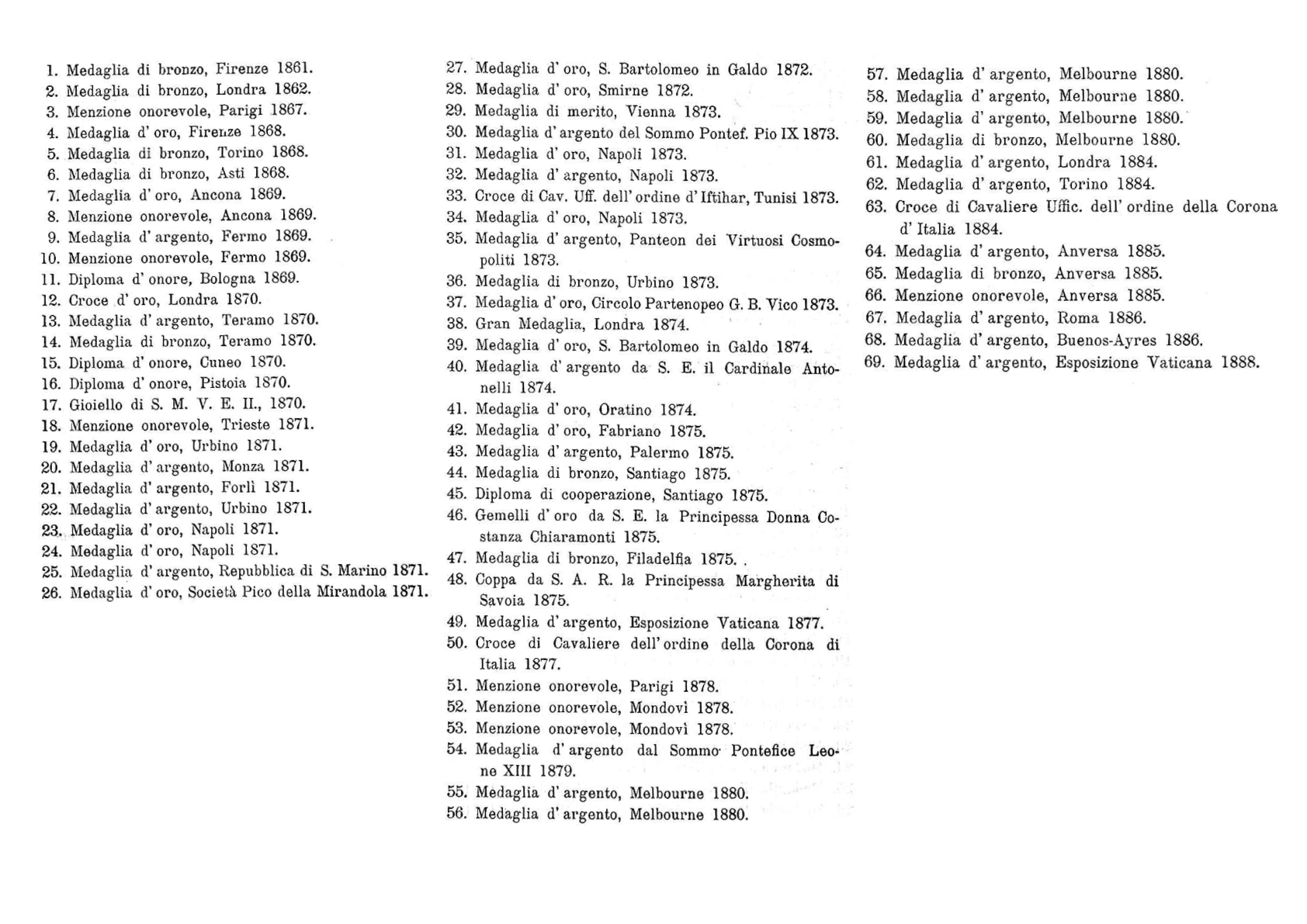
Premi e riconoscimenti

Muore a Fabriano nel 1889 e viene sepolto nel locale cimitero cittadino dove ancora ora si ritrova la Cappella di famiglia dove è presente il monumento sepolcrale che gli fu dedicato dai figli Luigi e Augusto. Realizzato dallo scultore Ottaviani Ottaviano, consiste in una base di marmo quadrata, con avancorpi curvilinei negli angoli, ricco di cornici e bassorilievi. Sul cippo, sopra un cumulo di carte, di diplomi e di decorazioni siede una Psiche, che ammira una delle molte medaglie ricevute dal Montini. Un nastro svolazzante, su cui è scritto in bronzo: volere è potere. Nel fianco sinistro del monumento è situata una figura di donna, al naturale, raffigurante l'industria, la quale, mentre con una mano accenna a dar movimento ad una macchina della fabbrica, indica con l'altra le parole scritte nel nastro. Una corona a fiori di bronzo è situata a destra nel basso, nel mezzo una croce indica la fede del defunto.

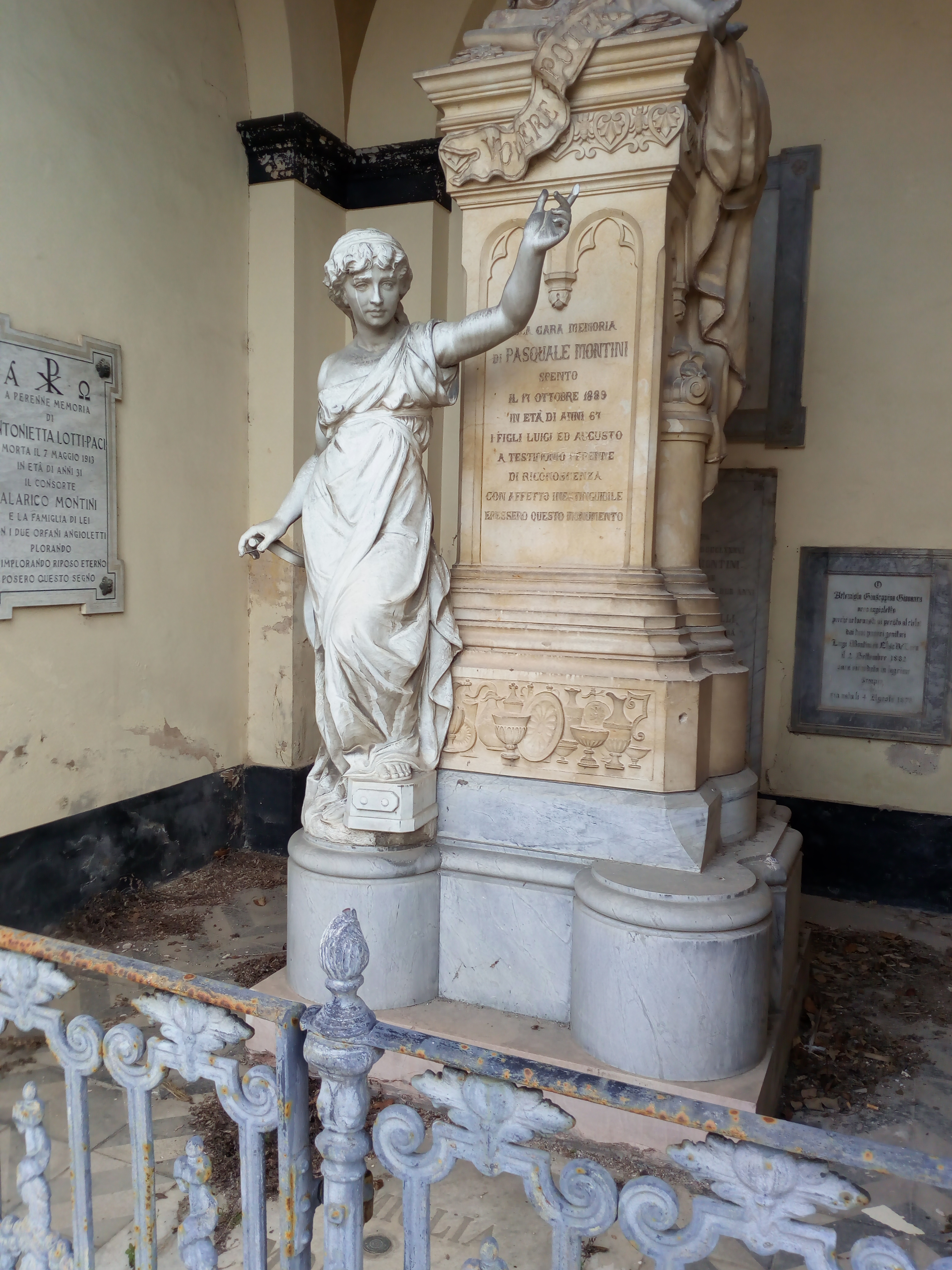
Monumento sepolcrale

I figli portarono avanti per alcuni anni l'attività paterna fino alla loro morte avvenuta all'inizio del Novecento

## Onorificenze
- Concessione stemma Regio nell'insegna della distilleria (1871);
- Cavaliere Ufficiale dell'Ordine dell'Ifthir (1873);
- Croce di Cavaliere dell'Ordine della Corona d'Italia (1876);
- Croce di Cavaliere Ufficiale dell'Ordine della Corona d'Italia (1884).